# Hypercalymnia malagasy
Hypercalymnia malagasy là một loài bướm đêm trong họ Noctuidae.